# Leucocoryneae
Leucocoryneae Ravenna, 2001 è una tribù di piante angiosperme monocotiledoni appartenente alla famiglia delle Amarillidacee (sottofamiglia Allioideae).

## Distribuzione e habitat
La tribù è diffusa in Sud America.

## Tassonomia
La tribù comprende i seguenti generi:
- Ipheion Raf., 1837
- Latace Phil.
- Leucocoryne Lindl., 1830
- Nothoscordum Kunth, 1843
- Tristagma  Poepp., 1833